# هنری نیکول (ورزشکار)
هنری نیکول (انگلیسی: Henry Nicoll; ۱۷ آوریل ۱۹۰۸ – ۴ دسامبر ۱۹۹۹) سوارکار پرش اهل بریتانیا بود.